# نوبو فوجيشيما
نوبو فوجيشيما (باليابانية: (藤島 信雄) (8 أبريل 1950 في أكيتا في اليابان – )؛ هو لاعب كرة قدم ياباني سابق كان يلعب كلاعب وسط. سبق له أن لعب مع منتخب اليابان.

## مسيرته الكروية
لعب نوبو فوجيشيما خلال مسيرته الاحترافية مع نادِ واحدٍ في سبعة عشر موسمًا وسجل خلالها 30 هدف ضمن 200 مباراة. حيث فاز في موسم واحد بالكأس ولم يفز بأي دوري.
خاض نوبو فوجيشيما مسيرته مع نيبون كوكان ‏ في موسم 1969 ليلعب معه سبعة عشر موسمًا، مشاركًا في 200 مباراة سجل خلالها 30 هدف.

## وصلات خارجية
- نوبو فوجيشيما على موقع قاعدة بيانات كرة القدم.إي يو (الإنجليزية)
- نوبو فوجيشيما على موقع ناشيونال فوتبول تيمز (الإنجليزية)

- National Football Teams
- Japan National Football Team Database